# Centro social autogerido
Centros sociais autogeridos, também conhecidos como centros sociais autônomos são centros comunitários auto-organizados nos quais os antiautoritários realizam atividades voluntárias. Esses espaços autônomos, geralmente em locais multifuncionais afiliados ao anarquismo, podem incluir oficinas de bicicletas, infoshops, bibliotecas, escolas livres, espaços de reunião, lojas livres e salas de concerto. Muitas vezes, eles se tornam atores políticos por direito próprio.
Os centros são encontrados em todo o mundo, por exemplo, na Itália, nos Estados Unidos e no Reino Unido. Eles são inspirados por vários movimentos de esquerda, incluindo anarquismo e comunidades intencionais. Eles são ocupados, alugados ou de propriedade cooperativa.

## Usos
Centros sociais autogeridos variam em tamanho e função dependendo do contexto local. Os usos podem incluir um infoshop, uma livraria radical, um centro de recursos que oferece conselhos, um hacklab, um café, um bar, um espaço de show acessível, cinema independente ou uma cooperativa habitacional. Além de um espaço para atividades, esses centros sociais podem se tornar atores na oposição a questões locais, como gentrificação ou megaprojetos. Ao lado dos acampamentos de protesto, os centros sociais são projetos nos quais os bens comuns são criados e praticados.

## História
Os anarquistas ocidentais há muito criaram enclaves nos quais poderiam viver seus princípios sociais de não autoritarismo, apoio mútuo, dádivas e convívio no microcosmo. Alguns desses locais comunitários incluem salões de sindicatos Wobbly (décadas de 1910, 1920), centros comunitários de Barcelona durante a Revolução Espanhola e centros comunitários ocupados desde a década de 1960. Eles compartilham uma linhagem com as comunidades intencionais radicais que surgiram periodicamente ao longo da história e às vezes são denominadas Zonas Autônomas Temporárias ou "espaços livres", nos quais uma resistência contra hegemônica pode formar argumentos e táticas. Anarquistas fora da tradição de luta de classes e ativismo no local de trabalho se organizam por meio de espaços autônomos, incluindo centros sociais, ocupações, acampamentos e mobilizações. Enquanto essas instituições alternativas tendam a existir na transitoriedade, seus proponentes argumentam que suas ideias são consistentes entre as encarnações e que as instituições temporárias impedem que as forças do governo reprimam facilmente suas atividades.
Um espaço livre, ou autônomo é definido como um lugar independente de instituições e ideologias dominantes, formado fora das relações econômicas padrão e promovendo a liberdade autodirigida por meio da autoconfiança. Essas regras não hierárquicas encorajam abordagens experimentais para organização, compartilhamento de poder, interação social, desenvolvimento pessoal, e finanças. Os centros sociais podem ser ocupados, alugados, ou de propriedade cooperativa. Eles são em grande parte autossuficientes por voluntários e muitas vezes fecham por motivos de esgotamento e participação reduzida, especialmente se o tempo livre do participante diminuir à medida que suas circunstâncias econômicas mudarem.

## Itália

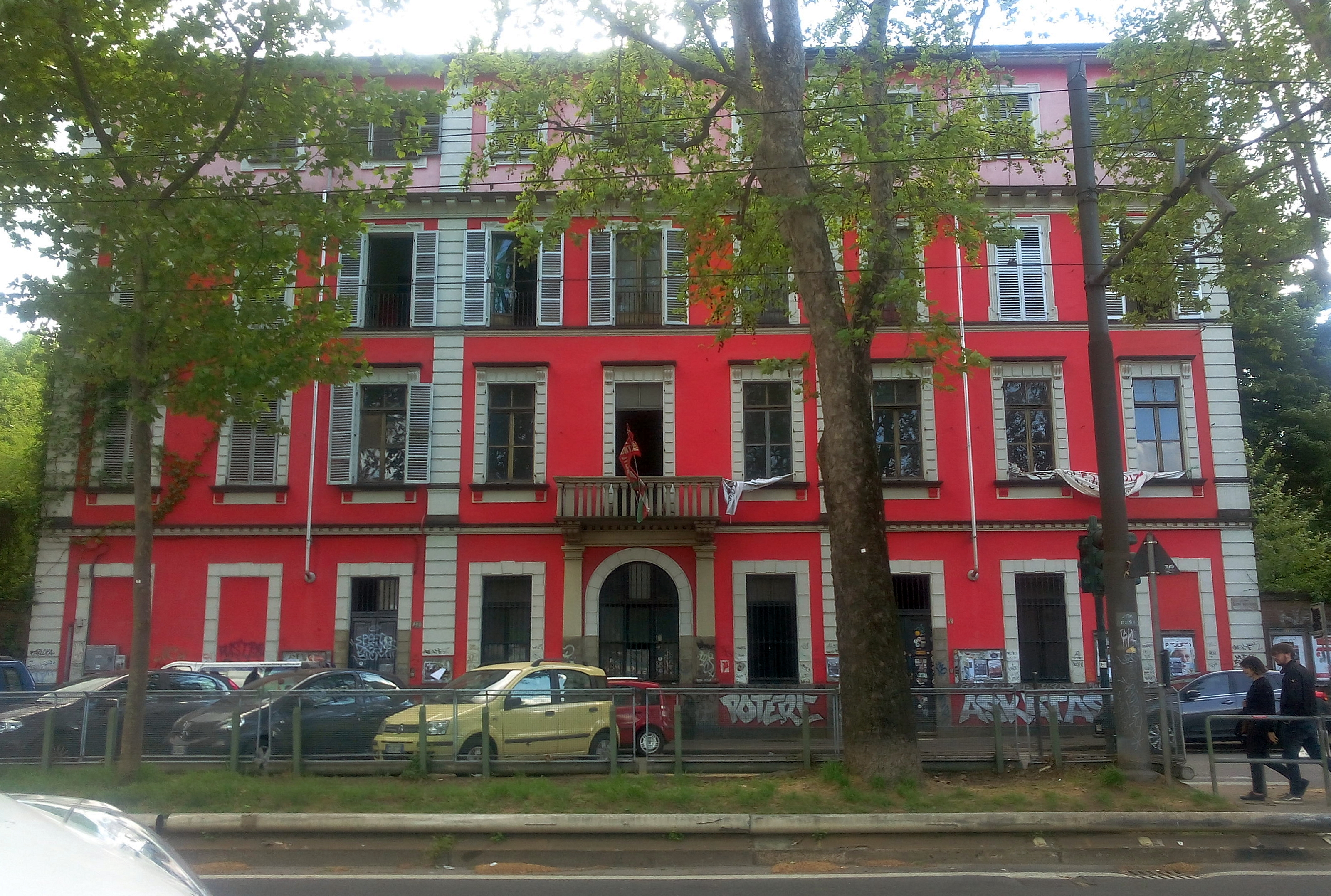
Centro social Askatasuna em Turim, 2016

Desde a década de 1980, os jovens italianos mantinham centros sociais autogeridos (centri sociali), onde se reuniam para trabalhar em projetos culturais, ouvir música, discutir política e compartilhar informações básicas sobre a vida. Esses projetos são frequentemente ocupados e são conhecidos como Centro Sociale Occupato Autogestito (CSOA) (centros sociais autogeridos ocupados). Em 2001, havia cerca de 150 centros sociais, instalados em prédios abandonados, como antigas escolas e fábricas. Esses centros operam fora do controle do estado e do livre mercado, e têm uma relação de oposição com a polícia, muitas vezes retratada pela mídia conservadora como ímãs para o crime e comportamento ilícito. Os centros culturais italianos às vezes eram financiados pela programação cultural da cidade.

## Estados Unidos
Nos Estados Unidos, os centros sociais autogeridos assumem principalmente a forma de infoshops e livrarias radicais, tais como Bluestockings em Nova York e Red Emma's em Baltimore. Desde a década de 1990, os anarquistas norte-americanos têm criado centros comunitários, infoshops e espaços livres para promover culturas, economias, mídia e escolas alternativas como uma contracultura com uma ética do faça-você-mesmo. Esses espaços sociais, distintos das comunidades intencionais regionais de meados do século, muitas vezes buscam integrar sua comunidade com o bairro urbano existente, em vez de "abandonar" totalmente a sociedade para comunas rurais.

## Reino Unido
A ascensão de centros sociais no Reino Unido como atividades culturais e centros de organização política tem sido uma característica importante da política radical e anarquista da região. Por exemplo, o 1 and 12 Club em Bradford fornece um café, uma área de recreação infantil, um bar, um infoshop, grandes áreas de reunião e espaços para shows.

## Infoshops

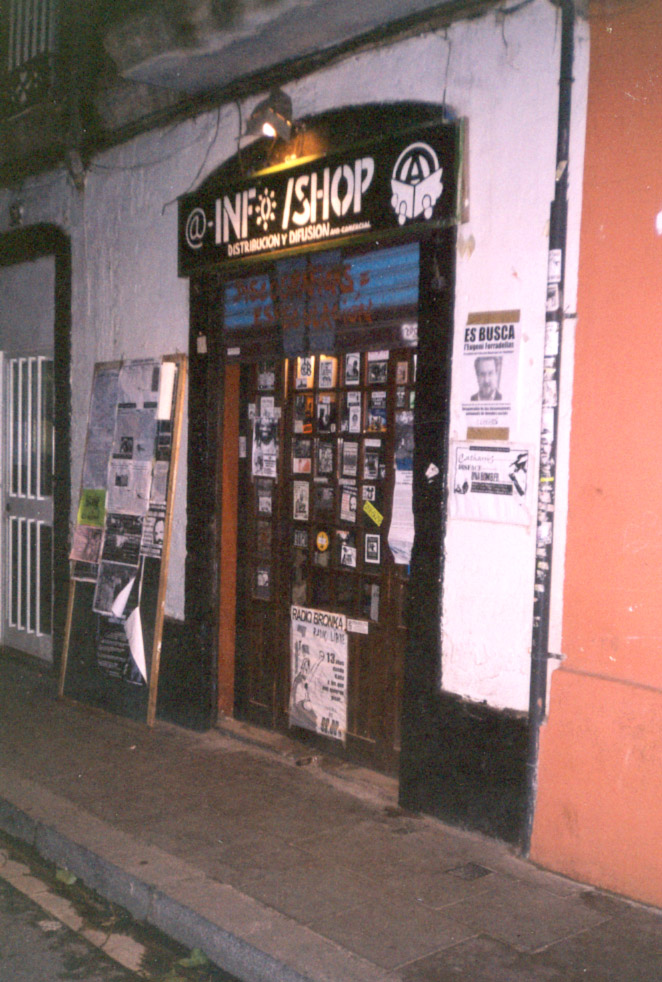
Vista de rua de um infoshop em Barcelona

Infoshops são espaços multifuncionais que disseminam mídia alternativa e fornecem um fórum para atividades culturais, econômicas, políticas e sociais alternativas. Infoshops individuais variam em recursos, mas podem incluir uma pequena biblioteca ou sala de leitura e servir como um centro de distribuição para mídia alternativa gratuita e paga/varejo, particularmente a mídia com a política anarquista revolucionária. Enquanto as infoshops possam servir como uma espécie de biblioteca comunitária, elas são projetadas para atender às necessidades de informação  de seus usuários, em vez de competir com a biblioteca pública ou centros de informação preexistentes. Para editores alternativos e grupos de ativistas, as infoshops podem oferecer serviços reprográficos de baixo custo para publicações do tipo faça-você-mesmo, e fornecem um endereço de entrega postal para aqueles que não podem pagar uma caixa de correio ou receber correspondência em um endereço ocupado. Na década de 1990, as ferramentas disponíveis variavam de fotocopiadoras simples a software de editoração eletrônica. Além dessas funções de publicação impressa, as infoshops também podem hospedar reuniões, discussões, concertos ou exposições. Por exemplo, à medida que o vídeo ativista cresceu na década de 1990, infoshops exibiam filmes e hospedavam grupos de discussão que, por sua vez, incentivavam o debate e a ação coletiva. A infoshop tenta oferecer um espaço onde os indivíduos podem publicar sem as restrições da grande imprensa e discutir ideias alternativas livres dehomofobia, racismo e sexismo.
Organizados por ativistas políticos, as infoshops costumam ser independentes, precariamente autofinanciadas, e não afiliadas a nenhuma organização ou conselho. Eles também costumam ser empregados por seus próprios usuários selecionados como voluntários e, como a mídia anarquista que distribuem, operam com recursos baratos, emprestados ou doados, tais como computadores e móveis de segunda mão. Como resultado, infoshops e outras instituições marginais geralmente têm vida curta, com renda mínima para pagar seus aluguéis de curto prazo em vitrines alugadas. Às vezes, as infoshops combinam a função de outros locais alternativos: cafés vegetarianos, lojas de discos independentes, head shops e livrarias alternativas. Mas acima de tudo, infoshops disseminam informações, servindo como biblioteca, arquivo, distribuidor, varejista, e centro de uma rede informal e efêmera de organizações e ativistas alternativos.

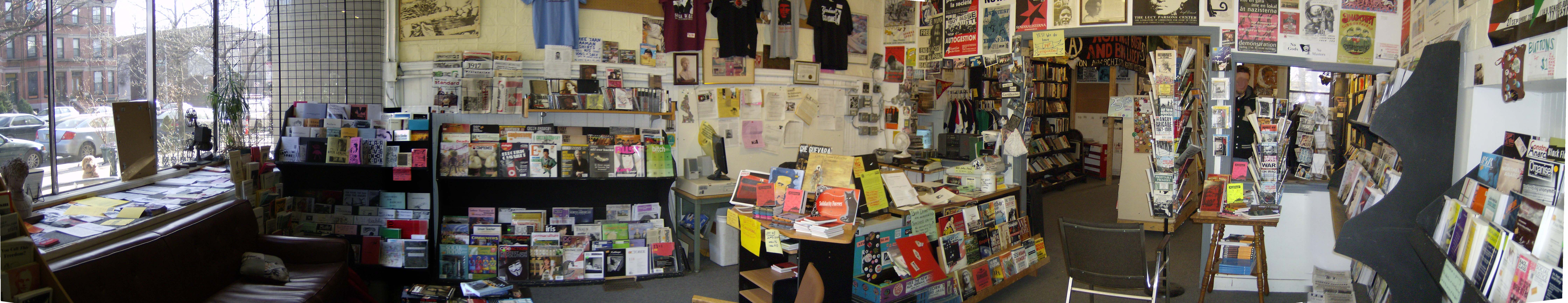
Uma vista panorâmica do interior da Lucy Parsons Center em Boston, Estados Unidos.

## Escolas livres
Os anarquistas, em busca da liberdade do dogma, acreditam que os indivíduos não devem ser socializados para aceitar a autoridade ou o dogma como parte de sua educação. Em contraste com as escolas tradicionais, as escolas livres anarquistas são espaços autônomos, e não hierárquicos destinados ao intercâmbio educacional e compartilhamento de habilidades. Eles não têm critérios de admissão ou relações de subordinação entre professor e aluno. As escolas livres seguem um programa pouco estruturado que procura desafiar as instituições e ideologias dominantes sob uma divisão de poder não hierárquica e prefigurar um mundo mais igualitário. As aulas são ministradas por voluntários e realizadas em centros sociais autogeridos, centros comunitários, parques e outros locais públicos.
As escolas livres seguem a linhagem educacional anarquista da Escola Moderna do anarquista espanhol Francisco Ferrer e o resultante movimento escolar moderno no início dos anos 1900, através do movimento das escolas livres predominantemente americano dos anos 1960. O anarquista americano Paul Goodman, que se destacou neste último movimento, defendeu que pequenas escolas para crianças fossem mantidas em vitrines e que usassem a cidade como sala de aula.
Em um exemplo, uma escola livre em Toronto cresceu a partir do fechamento de um café comunitário contracultural com a abertura de um espaço livre anarquista. Procurou compartilhar ideias sobre como criar relações sociais antiautoritárias por meio de uma série de aulas. Todos foram convidados a propor e assistir a aulas, cujos temas incluíam: canções de amor dos anos 1920, economia alternativa, arte de rua, críticas ao patriarcado e como combater a violência contra as mulheres. As aulas mais antigas foram aquelas que introduziram o anarquismo e políticas relacionadas ao sindicalismo e ao socialismo libertário. Os instrutores do curso atuaram como facilitadores, fornecendo textos e incentivando a participação, e não como palestras de cima para baixo. O espaço livre também hospedou eventos de arte, festas e fóruns de conversação. Outras iniciativas foram de curta duração ou inúteis, como uma biblioteca anêmica de empréstimos e uma mesa gratuita de produtos usados. Outra escola livre em Nottingham descobriu que aulas orientadas para o compartilhamento de habilidades com pedagogia mais tradicional são mais populares do que sessões de educação radical.
Semelhante às escolas livres, os projetos universitários livres são executados nos campi universitários mais proeminentes da Europa. Organizadas por coletivos de estudantes voluntários, os participantes dessas iniciativas experimentam o processo de aprendizagem e não pretendem substituir a universidade tradicional.